# 鈴木啓示
鈴木 啓示（すずき けいし、1947年9月28日 - ）は、兵庫県西脇市出身の元プロ野球選手（投手）・監督。
通算被本塁打（560本）と通算無四球試合（78試合）の日本記録保持者。通算317勝は日本プロ野球歴代4位（左投手としては歴代2位）、うち先発勝利数288勝は日本記録。パ・リーグ最多記録となる最多奪三振を8回記録している。
愛称は座右の銘より「草魂」、他に「ミスターバファローズ」。

## 経歴

### プロ入り前
西脇市で酒屋を営む両親の下に生まれる。
元は右利きだったが、4歳の時に右腕を骨折した際、プロ野球選手に育てたいという父親の意向から左利きに矯正された。育英高等学校では1964年、2年の時に夏の甲子園兵庫県予選決勝に進出するが、芝池博明投手を擁する滝川高に0-1で敗退。しかし同年秋季近畿大会では決勝に進出。向陽高の野崎恒男と投げ合い、延長17回の熱戦を制しサヨナラ勝ち。翌1965年の春の選抜への出場を決める。選抜では2回戦（初戦）で徳島商の利光高明投手（日本生命）に抑えられ、1-3で敗れる。同年夏の県予選決勝では報徳学園と対決、エース谷村智博と投手戦の末、0-1xでサヨナラ負け、夏の甲子園出場はならなかった。高校同期には捕手の塩谷守也（専大）、三塁手の藤村哲也がいる。

### 現役時代
育英高等学校から1965年のドラフト2位で近鉄バファローズに入団。契約金800万円。当初は阪神タイガースの1位指名が有力とされていたが、阪神は鈴木を指名せず、石床幹雄を指名した。新人の年にオールスターゲームに出場し、同じ左腕で大先輩の金田正一（巨人）にカーブの投げ方を習おうとすると、「教えて欲しければ銭もってこい」と言われ、それまでの尊敬心から一転して敵愾心を燃やすようになる。金田がロッテの監督だった1973年から1978年までの6シーズンはロッテ戦通算26勝8敗の好成績を残し、ロッテキラーとなった。
入団1年目の1966年は5月から先発の一角として起用され10勝12敗を記録、規定投球回（18位、防御率3.19）にも達した。翌1967年は21勝13敗、同年から5年連続20勝を記録しエースとなった。
1968年8月8日の対東映戦（日生球場）でノーヒットノーランを達成。
1969年に24勝で最多勝。
1971年9月9日対西鉄戦（日生球場）では2度目のノーヒットノーランを記録した。若い頃は江夏豊とともに「セの江夏、パの鈴木」と並び称された奪三振の多い投手であった。1967年から1972年にかけて6年連続で最多奪三振に輝くが（江夏も全く同じ期間に6年連続最多奪三振を記録）、1972年頃から奪三振数が半減し、投球内容の質も低下し始めた。鈴木本人によると「入団当初はノーコンでね。1年目の開幕直後には四球連発で二軍に落とされたこともある。制球力を付けられたのは日生球場のお陰やで。ホームランを警戒して低めをつく投球を、球場が教えてくれた。2度のノーヒット・ノーランは日生がくれた褒美やった。」と当時を振り返った。
1974年に監督に就任した西本幸雄の指導により、力任せの直球主体の投球を改め制球・配球を重視する頭脳的なピッチングを構築していく。当初は西本に反発し、1974年のオフに主砲の土井正博がトレードされた際には、「次は自分の番」と考えて、阪神監督の吉田義男にトレードを志願する電話をかけたこともあった。
1975年3月の阪神とのオープン戦では4回4失点でKOされると西本から「少しは向こうのピッチャー（山本和行 - 4年目）を見習え!」とベンチで言われるなど叱責が続いたが、やがて西本が自分とチームのことを本気で考えていると気づき、その指導を受け入れていった。また、投手コーチの杉浦忠からは、「力で投げるんやったら相撲取り呼んでこい」とリリース時以外は力を抜く投球術を指導された。この年は4年ぶりに20勝以上を記録し、防御率も2.26（村田兆治に次ぐリーグ2位）の好成績を残す。奪三振数は減少したが、無駄な四球と失点も減少した。この頃から有田修三とバッテリーを組むようになる。
1977年には200勝を達成、20勝で最多勝を残した。
1978年、25勝で2年連続最多勝、防御率2.02で最優秀防御率を獲得した。同年に当時の日本新記録となる10試合連続完投勝利を記録し、見事な投球で往年の剛球が蘇り、最多奪三振・最多完封も記録し、「五冠」のうち勝率を除く4つの部門でリーグトップの成績を残した。同年の鈴木を最後に、日本プロ野球で年間25勝以上を記録した投手は現れていない。この年は「勝てば後期優勝」のかかった9月23日の阪急との最終戦（「藤井寺決戦」とも呼ばれる）で、山田久志との投げ合いに敗れ、その後阪急が逆転優勝を遂げて3年ぶりの半期優勝を逃した。試合後、辞意を仄めかした西本監督に対して「監督をやめないでくれ! オレたちを見捨てないで下さい」と鈴木は絶叫。他の選手もそれに賛同したことで西本は留任し、翌年悲願の初優勝を達成、翌々年も優勝を果たした。
上記の他、日本一がかかった1980年の日本シリーズ第7戦でも近鉄リードの場面から救援登板して敗戦投手になり、「残り4試合中2勝で優勝」だった1969年終盤の対阪急4連戦の初戦では先制を許して5回でマウンドを下りている（近鉄は敗れたが鈴木に敗戦は付かず）。1980年の日本シリーズ第7戦は試合前に監督の西本から「おいスズ、このシリーズはおまえ中心。シーズン中にしたことないと思うけど、リリーフでいくで。頼むで」と言われていたといい、「私は持ち上げられた時は結果が悪い」と2023年の取材に対して語っている。一方、1975年の後期優勝がかかった阪急戦では3点リードの8回から救援登板して胴上げ投手になり、「引き分けでも相手が優勝」だった1980年後期の対日本ハム最終戦（10.7決戦）では、打たれながらも味方打線が木田勇を打ち崩して勝ち星を挙げ、後期優勝を導いている。また、近鉄が連続優勝した1979年・1980年のプレーオフや日本シリーズでは、いずれも第2戦に先発登板して勝利投手となっている。特に日本シリーズでは1979年第2戦で完封勝利、1980年第2戦でも完投勝利と好成績を残している。これは、初戦より第2戦に回した方が鈴木が発奮してよい結果が出るという西本監督の判断だった。なお、1975年のプレーオフでは初戦に先発している（この試合は近鉄が勝ったが、鈴木には勝利投手はつかなかった）。
チームが連覇した2年間、鈴木自身は故障を抱え、公式戦での成績は1978年よりも低下した。1981年はさらに急降下して10勝を割る5勝11敗となり、シーズン終盤に引退を決意して西本に伝えると「つらいほうの道を選んでみい。楽なほうは、いつでも選べるんや」という返答を受ける。チームは最下位に終わり、このシーズンで西本は勇退する。西本の最終戦となった1981年10月4日の対阪急戦（日生球場）では、退任する西本に花束を渡している。
鈴木は現役を続行し、1982年からは再び10勝台を記録するとともに、2年続けてリーグの最多無四球完投投手となった。
1983年、鈴木康二朗がヤクルトから近鉄に移籍してきたことで鈴木姓の投手が2名となる。そこでスコアボード、新聞などに"鈴木啓"と表記されるのを嫌った啓示が「オレは今までどおり"鈴木"でいい。あっちを"鈴木康"にすればすむことだろ。」と発言したが、球団は認めず"鈴木啓"表記を使用。しかし後年、"鈴木啓"と表記されたのと共に実況放送やスポーツニュースなどでフルネームで呼ばれる機会が増えたため「名前を正しく覚えてもらえた」と新聞の取材で語っている。
1984年5月5日の対日本ハム戦で通算300勝を達成。この時、球団主導で「鈴木投手の300勝は何月何日?」とファンに予想してもらう企画があったという（なお1983年シーズン終了時点であと4勝に迫っていたため、1984年中の達成は確実と見られていた）。鈴木の300勝および3000奪三振達成を記念して、同年12月9日、親会社の近鉄では上本町 - 鳥羽間に300勝・3000奪三振記念パーティーの招待客を乗せる特急「草魂号」が運行された。同列車は担当する列車乗務員の苗字を全員「鈴木」で揃えたり、鈴木啓示自ら改札に回ってファンと触れ合うというエピソードが残っている。
この年、公共広告機構（現：ACジャパン）のコマーシャルに起用され、「投げたらアカン」という言葉が流行語大賞大衆賞を受賞した。
1985年7月9日対日本ハム戦（後楽園球場）において3回でKOされ、翌日の7月10日に現役引退を表明。鈴木は引退を西本幸雄に報告に行くと、西本からは勝負する人間の目ではないと指摘され「ご苦労さん」と声を掛けられた。鈴木が試合で使用したボールで所持しているのは、7月9日の「最後の公式戦」での交代時のボールだけである。通算300勝を達成した際にも、チームメイトから渡されたウイニングボールをスタンドに投げ入れていた。
鈴木引退の報を聞いた阪急の監督上田利治は、引退の花道にとオールスターゲーム（上田が同年の全パ監督で、近鉄の本拠地である藤井寺球場での初開催も予定されていた）への出場を鈴木に持ちかけるも辞退した。鈴木によると、上田に「パ・リーグの選手皆で胴上げしたるから出てくれ」と言われたが「有り難い話やったけど、歴史のあるオールスターを俺一人の舞台にしたらアカンと思って断った」という。
1986年3月16日、阪神とのオープン戦で引退セレモニーをおこなった（2回表に登板し、先頭打者の掛布雅之を三振に打ち取った）。
現役時代の背番号1は1985年以降、パ・リーグ唯一の永久欠番となった。その後、2004年シーズン終了後の近鉄とオリックスの合併（オリックス・バファローズ誕生）の際に、オリックスは当時後藤光尊が付けていた背番号1の扱いについて、オリックスでも永久欠番とする考えがあり、鈴木に電話で伝えるも、鈴木本人が「自らの永久欠番はあくまで近鉄でのもの。背番号1をどうぞ使ってください」と固辞した。
ゴルフに関心がなかった現役時代から、朝日放送関連のABCゴルフ倶楽部の会員になっていた。引退後は朝日放送で解説をする流れだったが、ある日、鶴岡一人から「啓ちゃん、オレと一緒に仕事をしよう」と声をかけられて、鶴岡と同じ放送局はNHK、新聞社はスポーツニッポンと契約することとなった。1987年オフヘッドコーチの仰木彬と共に監督の岡本伊三美の後任監督の有力候補に挙がったが仰木が監督に就任した。

### 近鉄監督時代
NHK野球解説者・スポーツニッポン評論家の8年間は「歯に衣着せぬ物言い」で解説者としてお茶の間では好意的に受け止められたが、セパ12球団を語ることは可能であっても、近鉄の選手を間近で触れる機会は少なく、結果8年間はブランクであった。下記のような現状を知らぬまま8年ぶりのユニホーム姿で1993年から1995年途中まで近鉄の監督を務めた。近鉄の生え抜き選手の監督就任は小玉明利以来26年ぶりであった。引退の時点でオーナーの佐伯勇から「鈴木君、将来は監督で必ず帰ってくれ」と言われていたという。ただし佐伯勇は鈴木の雄姿を見ることなく1989年に死去。監督1年目はヘッド兼打撃コーチに藤井栄治、投手コーチに佐藤道郎・村田辰美を招聘した。鈴木の監督就任と同時に梨田昌孝がコーチとして古巣復帰。監督2年目は打撃コーチに水谷実雄、監督3年目は投手コーチに米田哲也を招聘した。
近鉄における前任者である仰木監督の実績は、常にAクラスであった。その原動力は立花龍司コンディショニングコーチであり、当時としては珍しくBS放送でのメジャーリーグの試合、またメジャーリーグにおける科学的トレーニング、練習方法を取り入れてきたことが結果としてAクラスとなり、仰木監督並びに多くの選手から称賛されていた。また仰木監督の練習は厳しいが、自主性と選手の個性を重んじ、各選手に開幕まで調整方法を一任していた。特に野茂英雄に関しては、トルネード投法を仰木監督は快諾。新人から大車輪の活躍で投手八冠を独占。すでに大打者であった清原和博との「平成屈指の名勝負」など、野茂は鈴木と同様、パリーグ人気に大きく貢献した人物となっていた。
監督に就任した1993年の春季キャンプでは選手たちに「スパイクを履いてランニングするように」と指示したところ、立花に「この時期（冬場）にスパイクを履いてランニングすると足を痛める元になるからやめて欲しい」と指摘された。メジャーリーグに興味も関心もなかった鈴木は自身の体験を踏まえ「野球選手がスパイクを履いてランニングするのは当たり前だ」と譲らず、結局鈴木と立花が調整方法を巡って対立することになり、同年シーズン終了後に立花は退団。対立していたこの期間も選手はランニングより重視していたウェートトレーニングやストレッチ、走り込みとは全く違うダッシュに汗を流していた。このように立花を信頼していたエース野茂英雄や吉井理人ら投手陣との対立を招くきっかけとなった。そして制球力の悪い野茂・吉井を二軍落ちさせた結果、1995年初めに野茂がメジャーリーグのドジャースへ、吉井がヤクルトへとそれぞれ移籍した。特に野茂への批判は苛烈を極め「あいつのメジャー挑戦は人生最大のマスターベーション」とまで言い切った。ただし、野茂が移籍したのは、鈴木との対立だけではなく、球団やフロントへの不信感もある（詳しくは野茂英雄の項も参照）。吉井は「近鉄時代は鈴木啓示監督から球が高いという理由で干されたこともある」と著書に記している。
阿波野秀幸は「活躍できない選手の起用は当然減るのですが自分では行けると思って一軍に合流しても試合に出してもらえないで二軍に戻ったりすると、気持ちがチームの為ではなく自分の為にやろうと傾ていきます。主力だったのに放出されたのは自分だけではありませんからどうしても（監督との関係が）そうなります。新しい監督が新しい戦力を好むのわかるんですが近鉄のみんながバラバラになったのは寂しかったです。近鉄はあそこで変わりました。ノリや大村が出てきたのもあの頃じゃないですか」と述べている。
佐野慈紀は「それまでのチームの雰囲気がガラリと変わりました。ある先輩が、投手陣の総意として鈴木監督に意見を伝えてくれたのですが、すぐにファームへ落とされ、トレードなどで阿波野さんや吉井理人さんらがいなくなりました。チームは下位に低迷し、みんなモチベーションが下がりましたね。でも、僕が引退して評論家になった後、鈴木さんと少しだけ話をして、相手はどうかわからないけど、僕のなかのわだかまりはなくなりました。」と述べている。
1993年は貯金7ながら6年ぶりBクラスの4位、野茂は4年連続最多勝利、最多奪三振の2冠を獲得、打者ではラルフ・ブライアントが本塁打王、打点王の2冠、大石大二郎が6年ぶり4度目の盗塁王に輝いた。
1994年は西武との開幕戦（西武）で逆転サヨナラ満塁本塁打を浴びる波乱の幕開け、右肩痛の野茂を欠く中でチームは奮闘したが2位に終わった。
1995年は開幕前から野茂を始めとする多くの主力選手が退団したほか、選手の不調や怪我が多発したことも重なりチームは最下位に低迷。8月8日夜に遠征先を訪ねてきた球団社長から「これ以上、あなたの顔に泥を塗れない」と告げられシーズン途中で監督を辞任。辞任会見もないままユニホームを脱いだ。監督通算成績は167勝171敗10分け、通算勝率.494と近鉄歴代ランキング6位。また同年、メジャーへ移籍した野茂が大活躍したことをはじめ、吉井がヤクルトで日本一に貢献する活躍をしたことや、鈴木と対立した立花が千葉ロッテに移籍して陰ながら躍進を支えたことから、鈴木に対する風当たりはさらに強いものとなった。このため「自己の考えを部下に押し付けるだけの監督」さらには「名選手名監督ならず」そして「野球解説者は大成しない」というジンクスを破ることもできず、下記の日本プロ野球界の重鎮からも監督、指導者としての評価は芳しくない。
その後はプロ野球界における監督、指導者、GM、スカウトマンなどの球団職員も含め、1度もなることはなかった。鈴木・野茂の双方とも親しい江夏豊は、これらに関して複雑な心境を自著の中で述べている。
野村克也は自著『野村ノート』の中で、当時、巨人に在籍していた上原浩治と重ね、エースと呼ぶのに相応しい投手だったとした上で、無理しない、意気に感じないという鈴木の思いが相手チームだけでなく、味方も感じていたと述べ、300勝という数字を残している投手であるにもかかわらず、監督になって成功しなかったと指摘している。その上で、チームの中で生きていく以上自己中心というのは致命的だと述べている。加えて、自著『俺の苦言を聞け！』の中で、楽天に在籍していた岩隈久志が、当時の岩隈の考えと岩隈がプロに入って最初に在籍した球団が近鉄であったことを重ねた上で、以下のように述べている。近鉄と阪急の熾烈な優勝争いをしている70年代のある年のシーズン終盤の直接対決で、9回だけでも鈴木に投げさせれば逃げ切れる展開で、なぜか鈴木を投入しなかったことがあった。野村が当時の近鉄監督だった西本幸雄にその理由を尋ねたところ、西本は「鈴木本人がリリーフを拒否した」と返し、野村は驚いたという。野村自身も鈴木に対し、エースなのになぜ自分から行こうとしないのかと質したところ、「無理をして故障したら誰が面倒を見てくれるのか」と返され、「これはダメだ。こいつ（鈴木）はエースとは呼べないな」と思ったといい、鈴木本人をまさにワガママ、自己中心主義を絵に描いたような人物で、チームが窮地に立っていても、自分のことしか考えていないと述べている。
金村義明は自著『勝てる監督　負けるボス』において、采配や選手交代でも名前ではなく「アイツ」や「ソイツ」と呼ぶなど態度も良くなかったことを総じて鈴木を「最低の監督」と評している。なお、金村も1994年にFA権を行使し、中日に移籍している。当時、ロッテのGMだった広岡達朗も「近鉄はいい選手が揃っているのに、監督と選手の間がうまくいっていないという話が絶えない。あれじゃダメ」と酷評している。
大村直之は高校の後輩にあたり、大村が出場した1993年夏の甲子園のビデオを見て、牽制球を投げられては「こい。もっとこい」と投手を挑発するような根性が鈴木の目に留まり、鈴木は球団に大村をドラフトで指名するように進言した。大村はその後、近鉄のレギュラーを獲得し、ほかにも、中村紀洋・水口栄二をレギュラーに抜擢するなど、鈴木がこの時期にレギュラーに抜擢した野手は後に2001年の優勝に貢献することになる。即レギュラーには抜擢されなかったが、鈴木在籍時のドラフトでは93年に的山哲也、94年に川口憲史を指名し2001年優勝時のレギュラーメンバーとなっている。また鈴木退任のオフにトレードに出されたバイプレーヤーの大島公一も移籍先で主軸となるなど、投手出身でありながら野手を見る目はあった。
鈴木は自身の監督時代について「力不足やったな。自分が投げとる気分でやってしまったから。選手をうまく使ってやらなイカンのに、選手を萎えさせとったこともあった。今思えば、反省ばかりやな。ナシ（梨田昌孝） にも（コーチで）助けてもうたけど、アカンかった」と語るなど、自らの欠点と失敗だったことを後年に認めている。

### 監督辞任後
監督辞任後は、NHK野球解説者やスポーツニッポン野球評論家を務める。
2002年、野球殿堂入り。
2008年7月、監督時代に確執があった野茂が引退した際には「頭が下がります」とコメントした。読売新聞オンラインによると公のコメントであって、野茂へは直接伝えられていない。2022年現在も、野茂とは何度かあいさつを交わした程度。
また名球会チャンネルでは「野茂君は四球で3人出したら3人連続で三振とってしまうとかね、自分で蒔いた種は自分で摘み取る、彼は彼のやり方があるから、私も上から目線でものを言ったから、なかなか選手がついてきにくかったかなと」「もう少し広い心でものを言えれば良かった…」と監督時代を述懐、また同チャンネルにて「生え抜きの監督として球団の期待に応えられず、近鉄がなくなったことは私に大いに責任があると思います」というコメントを残している。
2013年、野球に対する恩返しとして鈴木の想いから故郷・西脇市が主催して行われる、鈴木を記念した少年軟式野球大会・「草魂カップ」の第1回が開催され、以後現在までアドバイザー・プレゼンターとして出場している。
2016年1月12日、日本野球機構（NPB）の新人研修会で、2015年秋読売ジャイアンツの複数の選手が野球賭博に関与し処罰を受けたことへの防止策として自身の体験を語り、1969年から1971年にかけてプロ野球界を大きく揺るがした黒い霧事件当時、球団OBに紹介された暴力団関係者から八百長行為の誘いを受けたが断っていたことを明らかにした。
長年近鉄OB会長を務めていたが、近鉄OB会自体が2019年1月で閉会した。鈴木は最後のOB懇親会の場で、「年々活気がなくなり、運営も難しくなっていた。新たな入会者は望めず、もう限界。残念で寂しいが、休会ではなく、これを最後にしたい」と語った。
2020年、NHK野球解説者を引退。一方で、スポーツニッポンとの野球評論家契約は継続している。
2022年にはプロ経験者が高校などの指導者となるための学生野球資格を回復している。
2023年12月、第11回「草魂カップ」における挨拶にて「練習は不可能を可能にする」西本監督に出会ってからの座右の銘。また大谷翔平に関し右肘の手術において投手・大谷が観られないことを引き合いに出し「スター選手は故障しない」「故障も実力のうち」とYouTube内で述べている。

## 選手としての特徴
あだ名は「スズ」。座右の銘の「草魂（そうこん）」から「クサ」と呼ばれることもある。自他共に認めるワガママ（本人がインタビューでよく語っている）な性格であるが、反面「不安との戦い」と名球会チャンネルで述べている。「走り込み」「投げ込み」は不安を払拭するための練習であった。選手時代は上記の通り「私は持ち上げられた時は結果が悪い」「プレーオフや日本シリーズでは、いずれも第2戦に先発している。西本監督も鈴木の性格であるプレッシャーに弱い点を見抜いた判断だった。
現役時代の前半は直球勝負にこだわり、1974年に監督就任した西本幸雄には「20勝もエエけど、同じするなら負けを1桁にせんとエースとは言えん」「ストレートを思い切り投げて、打たれたら本望、なんて言うのはマスターベーションや」と批判された。最初は反発して、阪神の吉田義男監督に「トレードで取ってくれ」と電話したほどだったが、西本監督が根気よく説得した結果、根負けする形で受け入れるようになった。すると成績も良くなって来たので、「このオッサンについていったら大丈夫やな」と思うようになった。現役後半の1980年頃から電光掲示板でのスピードガン表示が導入されたが、球速表示を気にして本来のピッチングスタイルを崩しがちだった同僚の井本隆と違い、直球勝負へのこだわりこそ残していたが、球速自体にはこだわりがなく、ピッチングスタイルを崩すこともなかった。
当時の近鉄には「ありなしコンビ」とも称された有田修三と梨田昌孝という力の拮抗した2人の捕手がいたが、鈴木の登板時は相性が考慮され、また鈴木自身が（優しい梨田に対して、投手への叱咤・叱責をも厭わない鬼嫁型の）有田を好んだため、大半の登板試合で有田が先発していた。リーグプレーオフおよび日本シリーズにて鈴木の先発した試合、200勝・250勝・300勝達成試合は、いずれも有田が先発捕手だった。
牽制球の技術に優れ、盗塁王の福本豊が神部年男と並んで最も苦手にしていた投手である。福本は8mmフィルムによる投手の研究に力を入れたが、鈴木についてはなかなか牽制時の特徴を見つけることができず、苦労の末に顔の動きの違い（顎が下がれば牽制、走者を一度見たら投球）を発見した。
通算317勝のうち288勝が先発勝利であり、歴代1位の記録である。当時のエース級の投手は救援に立つことも多いのが常であったが、先発完投を身上とした鈴木はリリーフを好まず、救援勝利は29に留まる。そのうち27勝が「交代完了」で、救援してさらに他の投手の救援を得て勝利投手となったのは、通算2回。また、通算セーブはわずかに2である（同時期のエース級の投手では山田久志が通算43セーブ、村田兆治が通算33セーブ、東尾修が通算23セーブを記録している）。
一方、被本塁打560本は2位（山田久志・490本）を大きく離す歴代1位であり、MLB記録（ジェイミー・モイヤー・522本※2018年度シーズン終了時点）をも上回る「世界記録」でもある。この記録には、現役時代は非常に狭く本塁打の出やすい日生球場や藤井寺球場をホーム球場にしており、加えて西本監督時代に「飛ぶボール」が使用された事情も影響している。鈴木自身はこの記録について、「逃げ回ったんと違う、男がケンカして眉間に受けた向う傷や。完投数や勝ち星より威張れる数字かもしれんですね」と語っている。通算78無四球完投というプロ野球記録も持っているが、これも「コントロールももちろん磨いたが、それ以上に誰からも逃げなかった証」と語っている。もっとも現役時代には本人も被本塁打の多さを気にしていたようで、打球の飛びにくい久保田運動具店製のボールを使っていた。

## 詳細情報

### 年度別投手成績
| 年 度      | 球 団      | 登 板 | 先 発 | 完 投 | 完 封 | 無 四 球 | 勝 利 | 敗 戦 | セ 丨 ブ | ホ 丨 ル ド | 勝 率 | 打 者 | 投 球 回 | 被 安 打 | 被 本 塁 打 | 与 四 球 | 敬 遠 | 与 死 球 | 奪 三 振 | 暴 投 | ボ 丨 ク | 失 点 | 自 責 点 | 防 御 率 | W H I P |
| ---------- | ---------- | ----- | ----- | ----- | ----- | -------- | ----- | ----- | -------- | ----------- | ----- | ----- | -------- | -------- | ----------- | -------- | ----- | -------- | -------- | ----- | -------- | ----- | -------- | -------- | ------- |
| 1966       | 近鉄       | 46    | 21    | 6     | 3     | 1        | 10    | 12    | --       | --          | .455  | 777   | 189.0    | 163      | 24          | 51       | 5     | 3        | 160      | 3     | 0        | 76    | 67       | 3.19     | 1.13    |
| 1967       | 近鉄       | 44    | 34    | 19    | 4     | 10       | 21    | 13    | --       | --          | .618  | 1085  | 276.0    | 230      | 36          | 42       | 1     | 5        | 222      | 2     | 0        | 99    | 85       | 2.77     | 0.99    |
| 1968       | 近鉄       | 57    | 40    | 18    | 7     | 1        | 23    | 21    | --       | --          | .523  | 1433  | 359.0    | 273      | 41          | 88       | 5     | 9        | 305      | 4     | 0        | 107   | 99       | 2.48     | 1.01    |
| 1969       | 近鉄       | 46    | 39    | 28    | 7     | 6        | 24    | 13    | --       | --          | .649  | 1327  | 330.2    | 265      | 34          | 73       | 8     | 10       | 286      | 1     | 0        | 98    | 92       | 2.50     | 1.02    |
| 1970       | 近鉄       | 45    | 36    | 22    | 3     | 6        | 21    | 14    | --       | --          | .600  | 1256  | 313.2    | 261      | 36          | 77       | 4     | 3        | 247      | 2     | 0        | 105   | 96       | 2.75     | 1.08    |
| 1971       | 近鉄       | 43    | 36    | 25    | 7     | 3        | 21    | 15    | --       | --          | .583  | 1192  | 291.1    | 221      | 39          | 107      | 5     | 8        | 269      | 4     | 0        | 116   | 104      | 3.22     | 1.13    |
| 1972       | 近鉄       | 43    | 31    | 14    | 5     | 0        | 14    | 15    | --       | --          | .483  | 1018  | 242.0    | 213      | 32          | 101      | 7     | 10       | 180      | 2     | 0        | 95    | 92       | 3.42     | 1.30    |
| 1973       | 近鉄       | 30    | 24    | 14    | 4     | 0        | 11    | 13    | --       | --          | .458  | 712   | 171.2    | 127      | 26          | 91       | 3     | 6        | 119      | 3     | 1        | 74    | 65       | 3.40     | 1.27    |
| 1974       | 近鉄       | 36    | 32    | 14    | 3     | 1        | 12    | 15    | 1        | --          | .444  | 934   | 229.0    | 195      | 20          | 68       | 4     | 2        | 141      | 1     | 4        | 90    | 82       | 3.22     | 1.15    |
| 1975       | 近鉄       | 33    | 28    | 18    | 3     | 6        | 22    | 6     | 0        | --          | .786  | 936   | 239.1    | 191      | 22          | 48       | 1     | 3        | 107      | 1     | 0        | 63    | 60       | 2.26     | 1.00    |
| 1976       | 近鉄       | 37    | 31    | 24    | 4     | 6        | 18    | 15    | 0        | --          | .545  | 1052  | 265.2    | 241      | 25          | 43       | 5     | 4        | 129      | 2     | 0        | 89    | 79       | 2.67     | 1.07    |
| 1977       | 近鉄       | 39    | 33    | 24    | 7     | 8        | 20    | 12    | 1        | --          | .625  | 1040  | 267.2    | 225      | 20          | 41       | 3     | 2        | 144      | 1     | 0        | 80    | 70       | 2.35     | 0.99    |
| 1978       | 近鉄       | 37    | 35    | 30    | 8     | 10       | 25    | 10    | 0        | --          | .714  | 1138  | 294.1    | 234      | 21          | 42       | 1     | 7        | 178      | 4     | 0        | 73    | 66       | 2.02     | 0.94    |
| 1979       | 近鉄       | 24    | 19    | 6     | 1     | 0        | 10    | 8     | 0        | --          | .556  | 576   | 134.2    | 148      | 23          | 37       | 0     | 4        | 91       | 2     | 0        | 71    | 66       | 4.40     | 1.37    |
| 1980       | 近鉄       | 26    | 24    | 12    | 2     | 1        | 14    | 8     | 0        | --          | .636  | 735   | 179.0    | 161      | 32          | 52       | 1     | 3        | 100      | 2     | 0        | 86    | 77       | 3.87     | 1.19    |
| 1981       | 近鉄       | 22    | 21    | 8     | 0     | 3        | 5     | 11    | 0        | --          | .313  | 529   | 123.0    | 142      | 17          | 27       | 1     | 2        | 42       | 0     | 0        | 78    | 70       | 5.12     | 1.37    |
| 1982       | 近鉄       | 24    | 24    | 16    | 0     | 5        | 11    | 10    | 0        | --          | .524  | 786   | 190.1    | 199      | 34          | 35       | 2     | 1        | 100      | 0     | 0        | 95    | 79       | 3.74     | 1.23    |
| 1983       | 近鉄       | 28    | 28    | 23    | 3     | 7        | 14    | 11    | 0        | --          | .560  | 920   | 226.0    | 232      | 31          | 30       | 1     | 2        | 101      | 0     | 0        | 105   | 93       | 3.70     | 1.16    |
| 1984       | 近鉄       | 28    | 28    | 17    | 0     | 4        | 16    | 10    | 0        | --          | .615  | 889   | 213.0    | 217      | 30          | 45       | 0     | 5        | 102      | 0     | 0        | 108   | 89       | 3.76     | 1.23    |
| 1985       | 近鉄       | 15    | 13    | 2     | 0     | 0        | 5     | 6     | 0        | --          | .455  | 313   | 65.0     | 91       | 17          | 28       | 1     | 1        | 38       | 0     | 0        | 64    | 57       | 7.89     | 1.83    |
| 通算：20年 | 通算：20年 | 703   | 577   | 340   | 71    | 78       | 317   | 238   | 2        | --          | .571  | 18648 | 4600.1   | 4029     | 560         | 1126     | 58    | 90       | 3061     | 34    | 5        | 1772  | 1588     | 3.11     | 1.12    |

- 各年度の太字はリーグ最高、赤太字はNPB歴代最高

### 打撃成績
824打数172安打（.209）13本 70打点

### 年度別監督成績
| 年度      | 球団      | 順位      | 試合 | 勝利 | 敗戦 | 引分 | 勝率 | ゲーム差               | チーム 本塁打          | チーム 打率            | チーム 防御率          | 年齢                   |
| --------- | --------- | --------- | ---- | ---- | ---- | ---- | ---- | ---------------------- | ---------------------- | ---------------------- | ---------------------- | ---------------------- |
| 1993年    | 近鉄      | 4位       | 130  | 66   | 59   | 5    | .528 | 7.0                    | 145                    | .258                   | 3.62                   | 46歳                   |
| 1994年    | 近鉄      | 2位       | 130  | 68   | 59   | 3    | .535 | 7.5                    | 169                    | .274                   | 4.24                   | 47歳                   |
| 1995年    | 近鉄      | 6位       | 88   | 33   | 53   | 2    | .384 | -                      | -                      | -                      | -                      | 48歳                   |
| 通算：3年 | 通算：3年 | 通算：3年 | 348  | 167  | 171  | 10   | .494 | Aクラス1回、Bクラス2回 | Aクラス1回、Bクラス2回 | Aクラス1回、Bクラス2回 | Aクラス1回、Bクラス2回 | Aクラス1回、Bクラス2回 |

- 1995年、成績不振の責任を取り8月8日をもって辞任。監督代行は水谷実雄。

### タイトル
- 最多勝利：3回（1969年、1977年 - 1978年）
- 最優秀防御率：1回（1978年）
- 最多奪三振：8回（1967年 - 1972年、1974年、1978年）※当時連盟表彰なし、パ・リーグ記録、6年連続は最長タイ記録（他は江夏豊）。パシフィック・リーグでは1989年より表彰
- 最高勝率：1回（1975年）

### 表彰
- ベストナイン：3回（1969年、1975年、1978年）
- 野球殿堂競技者表彰（2002年）
- 月間MVP：1回（1984年6月）
- パ・リーグプレーオフ優秀選手賞：1回（1980年）
- 報知プロスポーツ大賞：1回（1978年）
- 新語・流行語大賞 流行語部門大衆賞（1985年、「投げたらアカン」）

### 記録
初記録
- 初登板：1966年5月4日、対東京オリオンズ5回戦（東京スタジアム）、3回裏に2番手で救援登板、2回1/3を3失点
- 初奪三振：1966年5月17日、対東映フライヤーズ5回戦（中日スタヂアム）、3回表に宮原秀明から
- 初勝利：1966年5月24日、対東映フライヤーズ8回戦（後楽園球場）、5回裏に3番手で救援登板・完了、5回無失点
- 初先発・初先発勝利・初完投勝利・初完封勝利：1966年6月3日、対南海ホークス7回戦（日生球場）
- 初セーブ：1974年8月25日、対ロッテオリオンズ前期7回戦（宮城球場）、8回裏2死に2番手で救援登板・完了、1回1/3を無失点

節目の記録
- 1000奪三振：1970年4月29日、対阪急ブレーブス3回戦（日生球場）、4回表に米田哲也から　※史上36人目
- 100勝：1971年4月10日、対ロッテオリオンズ1回戦（東京スタジアム）、9回3失点（自責点2）完投勝利　※史上51人目
- 1500奪三振：1972年4月22日、対南海ホークス2回戦（日生球場）、3回表に西岡三四郎から　※史上19人目
- 150勝：1974年6月25日、対ロッテオリオンズ前期12回戦（後楽園球場）、9回2失点完投勝利　※史上25人目
- 2000奪三振：1975年8月17日、対阪急ブレーブス後期3回戦（日生球場）、5回表に住友平から　※史上9人目
- 200勝：1977年4月26日、対ロッテオリオンズ前期3回戦（日生球場）、5回表に2番手で救援登板・完了、5回無失点　※史上15人目
- 500試合登板：1978年4月1日、対クラウンライターライオンズ前期1回戦（平和台球場）、9回4失点（自責点3）完投勝利　※史上36人目
- 2500奪三振：1979年4月19日、対日本ハムファイターズ前期1回戦（日生球場）、8回表に柏原純一から　※史上6人目
- 250勝：1979年9月20日、対南海ホークス後期11回戦（日生球場）、9回1失点完投勝利　※史上8人目
- 600試合登板：1981年7月12日、対日本ハムファイターズ後期4回戦（日生球場）、先発登板で5回4失点で敗戦投手　※史上19人目
- 300勝：1984年5月5日、対日本ハムファイターズ7回戦（藤井寺球場）、9回3失点完投勝利　※史上6人目
- 3000奪三振：1984年9月1日、対南海ホークス22回戦（大阪スタヂアム）、2回裏に門田博光から　※史上4人目
- 700試合登板：1985年6月4日、対南海ホークス9回戦（日生球場）、先発登板で6回4失点　※史上10人目

その他の記録
- 投手三冠王：1回（1978年）※史上11人目、31歳シーズンでの達成は史上最年長
  - 投手三冠+最多完封：史上8人目、左投手ではパ・リーグ史上唯一
- ノーヒットノーラン　※史上40人目
  - 1968年8月8日、対東映フライヤーズ19回戦（日生球場）※史上48度目
  - 1971年9月9日、対西鉄ライオンズ26回戦（日生球場）※史上56度目
- オールスター最年少安打：18歳9カ月（1966年第3戦[42]、松川虎生と並ぶタイ記録）
- 10試合連続完投勝利：1978年達成（パ・リーグ記録）
- 通算78無四球試合　※プロ野球記録
- 通算560被本塁打　※世界記録
- 通算340完投　※パ・リーグ記録
- 通算71完封勝利 　※パ・リーグ記録
- 通算1772失点　※リーグ最多失点を記録していない投手の中では歴代最多
- 通算1588自責点　※リーグ最多自責点を記録していない投手の中では歴代最多
- シーズン30完投 ：1978年　※パ・リーグ記録
- シーズン20勝以上：8回（1967年 - 1971年、1975年、1977年、1978年）※パ・リーグタイ記録
- 開幕投手：14回（金田正一と並ぶプロ野球記録。同一球団では最多記録。）
- オールスターゲーム選出：15回（1966年 - 1973年、1975年 - 1978年、1980年、1983年 - 1984年）

### 背番号
- 1（1966年 - 1985年）（永久欠番）
- 70（1993年 - 1995年）

## 関連情報

### 著書
- 『投げたらアカン!：わが友・わが人生訓』（恒文社、1985年4月、ISBN 477040607X）
- 『男の人生にリリーフはない：男は誰も長距離ランナー、投げたらアカンのや!』（徳間書店、1985年6月、ISBN 4195030870）

### CM出演
- 公共広告機構（現：ACジャパン） - 青少年健全育成キャンペーン（1983年）、この中で登場したキャッチフレーズ「人生、投げたらアカン」は流行語となった[16]。

### 出演番組
- NHKプロ野球（NHK総合・BS1・ラジオ第1）
- NHKナイトワイド（NHK総合）
- スポーツタイム（NHK総合）
- サンデースポーツスペシャル（NHK総合）
- NHK少年野球教室（NHK総合）
- ひるのプレゼント（NHK総合）

他